# Giorgio Bertin
Giorgio Bertin OFM (Galzignano Terme, 28 de dezembro de 1946) é um bispo italiano de Djibuti e administrador apostólico de Mogadíscio.
Giorgio Bertin ingressou na Ordem dos Franciscanos (OFM) e foi ordenado sacerdote em 7 de junho de 1975. O Papa João Paulo II o nomeou Bispo de Djibuti em 13 de março de 2001. O núncio apostólico na Etiópia, Eritreia e Djibuti, Silvano Maria Tomasi CS, doou-lhe a ordenação episcopal a 25 de maio do mesmo ano; Os co-consagradores foram Marco Dino Brogi OFM, Núncio Apostólico no Sudão e Delegado Apostólico na Somália, e Georges Marcel Émile Nicolas Perron OFMCap, Ex-Bispo de Djibuti. Atualmente, Bertin também cuida da diocese de Mogadíscio, onde está vaga após o assassinato do último bispo, Pietro Salvatore Colombo, em 1989.